# کمیته هماهنگی بین‌المللی احزاب و سازمان‌های انقلابی

پرچم «کمیته هماهنگی بین‌المللی احزاب و سازمان‌های انقلابی»

کمیته هماهنگی بین‌المللی احزاب و سازمان‌های انقلابی (به انگلیسی: International Coordination of Revolutionary Parties and Organizations, ICOR) به انجمنی متشکل از بیش از ۴۰ حزب و سازمان خودمختار، مستقل و متکی به خودِ کمونیست گفته می‌شود. این کمیته به اختصار ایکور (ICOR) نیز نامیده می‌شود و در ۶ اکتبر ۲۰۱۰ تأسیس شده‌ است. ایکور حتی در پرتوی برنامه‌های مشخص احزاب و سازمان‌های عضو‌ آن، ترکیب ناهمگونی دارد.
در ایران حزب رنجبران ایران و در افغانستان سازمان مارکسیست-لنینیست افغانستان در کمیته هماهنگی بین‌المللی احزاب و سازمان‌های انقلابی عضویت دارند.

## اهداف
هدف ایکور غلبه بر «نظام امپریالیستی جهانی» از طریق «انتقال انقلابی» و تأسیس «دیکتاتوری پرولتاریا» است. ایکور از «سیاست درهای باز» نسبت به سازمان‌های دیگری پیروی می‌کند که همین اهداف را دنبال می‌کنند.
ایکور کار خود را بر این فرض مبتنی کرده که سوسیالیسم در اتحاد شوروی در سال ۱۹۵۶ نابود شد و کشور به‌وسیلۀ «طبقۀ ‌جدیدی از بوروکرات‌ها» که قدرت را در دست گرفته‌بودند به نظامی سرمایه‌دارانه تغییر یافت.

## از بین بردن شکاف
سازمان‌های گوناگونی در اندازه‌ها و ترکیب‌های مختلف در ایکور وحدت یافته‌اند که اصول ایدئولوژیک و سیاسی مختلفی در میان آن‌ها وجود دارد.‌ و نیز در تحول بسیار متفاوت شرایط اجتماعی در کشورهای مختلف دارد. تأسیس ایکور به عنوان ائتلافی از سازمان‌های کمونیستی با برنامه‌های مختلف همچون پیشرفتی در غلبه بر شکافی در جنبش انقلابی و مارکسیستی-لنینیستی مشاهده شده‌است.
ایکور تأسیس یک خط ایدئولوژیک و سیاسی مشترک را پروسه‌ای طولانی می‌داند که بر اساس تجربیات زمینه‌ای مشترک «از توسعۀ همکاری در رابطه با چند پرسش مشخص ... تا همکاری در همۀ‌ مسائل ضروری» می‌رسد.‌ و نیز در تحول بسیار متفاوت شرایط اجتماعی در کشورهای مختلف دارد.
به باور ایکور، ناهمگونی سازمان‌ها ریشه در تکه‌تکه شدن و انشعابات جهانی جنبش کارگری و مارکسیستی-لنینیستی از زمان کنگرۀ ۲۰ حزب کمونیست اتحاد شوروی در سال ۱۹۵۶،‌ و نیز در تحول بسیار متفاوت شرایط اجتماعی در کشورهای مختلف دارد.
ایکور به صورت بین‌المللی با اتحادیۀ بین‌المللی پیکار خلق‌ها به همکاری می‌پردازد و مطابق با برنامه‌ریزی در سال ۲۰۲۱ «جبهۀ متحد ضد امپریالیستی و ضد فاشیستی» (AIAFUF) تأسیس خواهد شد.

## فعالیت در کردستان

### بازسازی کوبانی
ایکور در سال ۲۰۱۵ بریگادهای بین‌الملل را برای مشارکت در بازسازی شهر کردنشین کوبانی در سوریه سازمان‌دهی کرد، که به واسطۀ حملات سنگین دولت اسلامی دچار تخریب شدید شده‌بود. از ژوئن تا اکتبر ۲۰۱۵ داوطلبانی از کشورهای مختلف تصمیم به ساخت یک بیمارستان جدید گرفتند.‌

‌
‌ فیلم مستند «تضمین پیروزی» به فعالیت‌های بریگاد ایکور در کوبانی برای بازسازی و ساخت مرکز درمانی در این شهر می‌پردازد.‌

### هشدار نسبت به جنگ در کردستان
۳۲ حزب و سازمان عضو ایکور در روز ۲۰ دسامبر ۲۰۲۰ با صدور بیانیه‌ای نسبت به فراهم آوردن مقدمۀ جنگ داخلی در کردستان عراق توسط حزب دموکرات کردستان هشدار دادند. این هشدار ایکور پس از آن صورت گرفت که نیروهای حزب دموکرات در همراهی با ارتش ترکیه به محاصرۀ مواضع حزب کارگران کردستان در کوهستان قندیل پرداخته و ایست‌های بازرسی خود را در مناطق ورودی قندیل به راه انداختند که به دنبال آن درگیری‌هایی میان دو حزب کرد درگرفت. احزاب عضو ایکور از این درگیری‌ها در کنار توافق‌نامۀ حزب دموکرات و دولت مصطفی کاظمی مبنی بر بیرون راندن یگان‌های مقاومت سنجار از سنجار به عنوان عملی یاد کردند که در راستای سیاست‌های آمریکا و ترکیه در منطقه علیه جنبش آزادیخواهی کردها بوده و به منظور زمینه‌سازی برای ایجاد جنگ داخلی در کردستان صورت گرفته‌است.‌
‌
حزب کارگران کردستان در پاسخ این اعلام حمایت را ارزشمند دانست و برای مبارزات احزاب عضو ایکور آرزوی پیروز کرد.‌
‌

## سازمان‌های عضو
سازمان‌ها و احزاب زیر به عنوان اعضای ایکور شناخته می‌شوند:‌
‌

‌
‌
‌

| قاره            | کشور                                           | نام حزب                                                   | ترجمه انگلیسی | سال عضویت |
| --------------- | ---------------------------------------------- | --------------------------------------------------------- | ------------- | --------- |
| آفریقا          | کامرون                                         | اتحادیه توده‌های کامرون - بیانیه ملی برای استقرار دموکراسی |               | ۲۰۱۸      |
| آفریقا          | کنگو                                           | سازمان انقلابی کنگو                                       |               | ۲۰۱۰      |
| آفریقا          | مصر                                            | حزب کمونیست انقلابی مصر                                   |               | ۲۰۱۶      |
| آفریقا          | ساحل عاج                                       | حزب کمونیست پرولتری ساحل عاج                              |               | ۲۰۱۶      |
| آفریقا          | کنیا                                           | حزب کمونیست کنیا                                          |               | ۲۰۱۹      |
| آفریقا          | مراکش                                          | خط انقلابی مارکسیست-لنینیست مراکش                         |               | ۲۰۱۹      |
| آفریقا          | آفریقای جنوبی                                  | حزب کمونیست آفریقای جنوبی (مارکسیست-لنینیست)              |               | ۲۰۱۰      |
| آفریقا          | توگو                                           | حزب کمونیست توگو                                          |               | ۲۰۱۶      |
| آفریقا          | تونس                                           | حزب سوسیالیست دموکراتیک میهن‌پرست (تونس)                   |               | ۲۰۱۶      |
| آسیا            | افغانستان                                      | سازمان مارکسیست-لنینیست افغانستان                         |               | ۲۰۱۰      |
| آسیا            | بنگلادش                                        | حزب کمونیست بنگلادش                                       |               | ۲۰۱۰      |
| آسیا            | بنگلادش                                        | حزب سوسیالیست بنگلادش                                     |               |           |
| آسیا            | هند                                            | حزب کمونیست هند (مارکسیست-لنینیست) ستاره سرخ              |               | ۲۰۱۰      |
| آسیا            | هند                                            | کمیته مرکزی موقت حزب کمونیست هند (مارکسیست-لنینیست)       |               | ۲۰۱۰      |
| آسیا            | اندونزی                                        | انقلابیون اندونزی                                         |               | ۲۰۱۰      |
| آسیا            | ایران                                          | حزب رنجبران ایران                                         |               | ۲۰۱۰      |
| آسیا            | نپال                                           | حزب کمونیست نپال (ماسال) ۲۰۰۶                             |               | ۲۰۱۰      |
| آسیا            | نپال                                           | جبهۀ جمهوری‌خواه میهن‌دوست خلق نپال                         |               |           |
| آسیا            | پاکستان                                        | فدراسیون اتحادیه‌چای تجاری سراسر پاکستان                   |               | ۲۰۱۰      |
| آسیا            | سری‌لانکا                                       | حزب مارکسیست-لنینیست نوین دموکراتیک                       |               | ۲۰۱۵      |
| اروپا           | بلاروس                                         | گروه کمونیست‌های انقلابی گووه سرخ                          |               | ۲۰۱۰      |
| اروپا           | بلغارستان                                      | حزب کمونیست بلغارستان (مدرن)                              |               | ۲۰۱۲      |
| اروپا           | بلغارستان                                      | حزب کارگران بلغارستان (کمونیست)                           |               | ۲۰۱۰      |
| اروپا           | بوسنی و هرزگوین                                | حزب کار (بوسنی و هرزگوین)                                 |               |           |
| اروپا           | جمهوری چک                                      | حزب کمونیست چکسلواکی - حزب کار چکسلواکی                   |               | ۲۰۱۰      |
| اروپا           | جمهوری چک                                      | اتحادیه کمونیست‌های جوان چکسلواکی                          |               | ۲۰۱۰      |
| اروپا           | جمهوری چک                                      | انجمن کلمنت گوتوالد                                       |               |           |
| اروپا           | فرانسه                                         | اتحححاد کمونیستی لیون                                     |               | ۲۰۱۸      |
| اروپا           | فرانسه                                         | اتحادیه پرولتری مارکسیستی-لنینیستی                        |               | ۲۰۱۸      |
| اروپا           | آلمان                                          | حزب مارکسیست-لنینیست آلمان                                |               | ۲۰۱۰      |
| اروپا           | آلمان                                          | طرفداران جبهه مردمی آزادی فلسطین                          |               |           |
| اروپا           | یونان                                          | سازمان کمونیستی یونان                                     |               | ۲۰۱۰      |
| اروپا           | مجارستان                                       | سازمان جامعۀ جوانان مجارستان                              |               | ۲۰۱۴      |
| اروپا           | لوکزامبورگ                                     | سازمان کمونیستی لوکزامبورگ                                |               | ۲۰۱۰      |
| اروپا           | هلند                                           | گروه مارکسیست-لنینیست‌ها/طلوع سرخ                          |               | ۲۰۱۰      |
| اروپا           | پرتغال                                         | اتحادیه مارکسیستی-لنینیستی پرتغال                         |               | ۲۰۲۰      |
| اروپا           | روسیه                                          | پلاتفرم مارکسیستی-لنینیستی                                |               | ۲۰۱۰      |
| اروپا           | روسیه                                          | حزب مائوئیست روسیه                                        |               | ۲۰۱۲      |
| اروپا           | صربستان                                        | حزب کار (صربستان)                                         |               | ۲۰۱۰      |
| اروپا           | اسلواکی                                        | مقاومت - حزب کارگر                                        |               | ۲۰۱۰      |
| اروپا           | سوئیس                                          | گروه مارکسیستی-لنینیستی سوئیس                             |               | ۲۰۱۰      |
| اروپا           | ترکیه                                          | حزب بلشویک (کردستان شمالی-ترکیه)                          |               | ۲۰۱۰      |
| اروپا           | ترکیه                                          | حزب کمونیست مارکسیست-لنینیست (ترکیه و کردستان)            |               | ۲۰۱۰      |
| اروپا           | ترکیه                                          | اتحادیۀ کمونیست‌های انقلابی ترکیه                          |               | ۲۰۱۰      |
| اروپا           | ترکیه                                          | حزب کمونیست ترکیه/مارکسیست-لنینیست                        |               | ۲۰۱۹      |
| اروپا           | ترکیه                                          | آرامی‌های کمونیست بین‌النهرین                               |               |           |
| اروپا           | اوکراین                                        | شورای هماهنگی جنبش کارگران اوکراین                        |               | ۲۰۱۰      |
| آمریکای لاتین   |                                                |                                                           |               |           |
| شیلی            | حزب کمونیست شیلی (عمل پرولتری)                 |                                                           | ۲۰۱۰          |           |
| کلمبیا          | حزب کمونیست کلمبیا-مائوئیست                    |                                                           | ۲۰۱۱          |           |
| جمهوری دومینیکن | حزب کمونیست (مارکسیست-لنینیست) جمهوری دومینیکن |                                                           | ۲۰۱۰          |           |
| هائیتی          | حزب کمونیست نوین هائیتی (مارکسیست-لنینیست)     |                                                           | ۲۰۱۰          |           |
| مکزیک           | سازمان پشتیبان حزب کمونیست مکزیک               |                                                           |               |           |
| پاناما          | حزب کمونیست (مارکسیست-لنینیست) پاناما          |                                                           | ۲۰۱۰          |           |
| پاراگوئه        | حزب کمونیست پاراگوئه (مستقل)                   |                                                           | ۲۰۱۰          |           |
| پرو             | حزب مارکسیست-لنینیست پرو                       |                                                           | ۲۰۱۰          |           |
| پرو             | حزب پرولتری پرو                                |                                                           | ۲۰۱۰          |           |
| پرو             | بلوک دموکراتیک خلق                             |                                                           |               |           |
| اوروگوئه        | حزب کمونیست انقلابی اوروگوئه                   |                                                           | ۲۰۲۰          |           |
| ونزوئلا         | پلاتفرم سوسیالیستی گولپ دو تیمون               |                                                           | ۲۰۱۴          |           |
| آمریکای شمالی   | ایالات متحده آمریکا                            | سازمان انقلابی کار (همچنین با نام: Ray O. Light)          |               | ۲۰۱۰      |
| اقیانوسیه       | استرالیا                                       | حزب کمونیست استرالیا (مارکسیست-لنینیست)                   |               | ۲۰۱۹      |